# カドヴァン・アプ・イアゴ

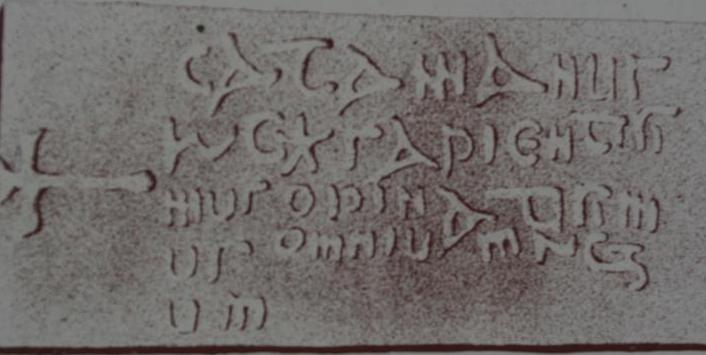
アングルシー島Llangadwaladr教会にあるカドヴァンの墓石の銘

カドヴァン・アプ・イアゴ（ウェールズ語: Cadfan ap Iago, ラテン語: Catamanus, 580年頃 - 625年）またはキャドヴァン（英語: Cadvan）は、グウィネズ王国の王（在位：615年頃 - 625年）。

## 生涯
カドヴァン・アプ・イアゴはグウィネズ王イアゴ・アプ・ベリ（Iago ap Beli）の息子。パウィス軍がノーサンブリアのエセルフリス（Æthelfrith of Northumbria）に敗北したチェスターの戦い（Battle of Chester）の直後、おそらく615年頃にグウィネズ王に即位した
カドヴァンは一般に賢明かつ公平な統治者であったと考えられている。とくに、法の維持と、ブリテン史の中で敵がますます増えつつあった時代にあっての平和の手腕が特筆に値する。アングルシー島のLlangadwaladr教会にあるカドヴァンの墓石には、「Catamanus rex sapientisimus opinatisimus omnium regum（賢明かつすべての王の中で最も名高いカドヴァン王）」と言及されている。カドヴァンの死後、王位はカドワスロン・アプ・カドヴァン（Cadwallon ap Cadfan）に継承された。
カドヴァンはジェフリー・オブ・モンマスの『ブリタニア列王史』の伝説のブリタニア王の中に加えられている。ジェフリーはカドヴァンを「カドウァヌス」（ラテン語。英語表記はCadvan）と呼び、北ウェールズの王から後に全ブリトンの王となったことにした 。テューダー家の家祖オウエン・テューダーはカドヴァンの子孫であるため、テューダー朝を開いたイングランド王ヘンリー7世を通じて現イギリス王室の系図にも連なることになる。